# Gerhard Dyrssen
Gerhard Dyrssen, född 18 februari 1854 i Fänneslunda socken, Älvsborgs län, död 3 april 1938 i Stockholm, var en svensk sjömilitär, ämbetsman och statsråd. Han var sjöförsvarsminister 21 oktober 1898 till 10 maj 1901 och  landshövding i Värmlands län 1901–1921.
Dyrssens militära karriär startade då han blev underlöjtnant vid flottan 1873, tre år senare avancerade han till löjtnant. År 1885 hade han blivit kapten och 1896 blev han utnämnd till kommendörkapten av andra graden och två år senare av första graden. År 1899 blev han kommendör vid flottan. Han var även disponent vid aktiebolaget Bofors-Gullspång 1897–1898.
Trots att han inte tillhörde riksdagen, utsåg första kammaren honom till statsrevisor åren 1890–1893. Dyrssen blev hedersledamot av Örlogsmannasällskapet 1898 (invald som ledamot 1892) och ledamot första klassen av Kungl. Krigsvetenskapsakademien 1899.

## Utmärkelser[3]
- Riddare av Svärdsorden, 1893
- Kommendör av första klassen av Svärdsorden, 1899
- Kommendör av första klassen av Nordstjärneorden, 1901
- Kommendör med stora korset av Nordstjärneorden, 1908